# 歌川芳宗
歌川 芳宗（うたがわ よしむね、文化14年〈1817年〉 - 明治13年〈1880年〉4月17日）とは、江戸時代末期から明治時代にかけての浮世絵師。

## 来歴
歌川国芳の門人。本姓は鹿島、名は松五郎。歌川の画姓を称し一松斎と号す。江戸の大工職林忠蔵の子として生まれたが、自らは鹿島の姓を称した。江戸銀座二丁目いろは茶屋に住む。天保6年（1835年）、19歳の折国芳の門人となり、作画期は文久の頃で、武者絵や時局絵、役者絵、美人画などを描いた。彩色に優れ、師の多数の作品の色差しをする。国芳筆の絵馬「一ツ家図」（浅草寺奉納）の裏面には芳宗の名が記されている。
性格は飄軽なところがあり、師の怒りに触れて破門となること十数度であったといわれるが、その都度国芳の許に戻っており、師弟関係は芳宗の晩年まで継続した。晩年は娘のしま女が若菜屋島次という芸者として売り出したことから、芳宗は芸者置屋として新橋の金春街道に住み、左団扇で暮らせるようになったという。最期は誤って井戸に落ち死んだ。享年64。墓所は豊島区西巣鴨の良感寺、法名は雲上院興与芳宗居士。門人に宗政、宗久、宗成、宗兼、宗正がいる。家庭では11人の子に恵まれており、末子の周次郎は月岡芳年に入門し新井年雪と称している。

## 作品
- 『敵鰹差身之業物』　合巻　※天保8年（1837年）、通用亭徳成作。挿絵を同門の歌川芳虎、歌川芳升とともに描く。
- 「十二荘菖蒲の図」　大判錦絵3枚続　※万延元年（1860年）
- 「東海道之内　江戸　尾張丁」　大判錦絵揃物の内　ボストン美術館所蔵　※合作、文久3年（1863年）
- 「東海道　本芝　札ノ辻」　同上
- 「東海道　洛中　三條ノ大橋」　同上
- 「室町御所御能興行之図」　大判錦絵3枚続　ボストン美術館所蔵　※文久3年
- 「江戸名所尾張町之図」　大判錦絵3枚続　国立国会図書館所蔵　※文久3年
- 「三社祭礼善玉おどり」　大判錦絵
- 「江之島弁財天　開帳群集之図」　大判錦絵3枚続
- 「鞍馬山大僧正と牛若丸の図」　絵馬　金刀比羅宮所蔵
- 「夏姿美人図」　絹本着色　浮世絵 太田記念美術館所蔵　※「一松斎芳宗画」の落款、朱印あり
- 「双美人図」　絹本着色　浮世絵 太田記念美術館所蔵　※「一松斎芳宗画」の落款、白文方印あり